# Derde Macedonische Oorlog
De Derde Macedonische Oorlog vond plaats tussen het jaar 171 en het jaar 168 v.Chr. en ging tussen het Romeinse Rijk en de Macedonische vorsten, die streefden naar hegemonie over het Griekse schiereiland.
Deze oorlog werd veroorzaakt door de argwaan van Rome jegens Perseus, de zoon van Philippos V (zie ook Tweede Macedonische Oorlog) en door de hulp die Eumenes II van Pergamum aan Rome vroeg.

## Verloop van het conflict
Na de dood van Philippos V van Macedonië, kreeg zijn talentvolle zoon Perseus de troon. Hij huwde met Laodice V, de dochter van koning Seleucus IV Philopator van Azië. Door deze verbintenis werd zijn leger vergroot en kon hij allianties sluiten met verschillende volkeren in Azië, zoals de Thraciërs, de Illyriërs en het volk van Epirus. De koning wilde zijn invloed in Griekenland uitbreiden en had goede contacten met de Griekse poleis.
De Romeinen vreesden dat Perseus de Romeinse hegemonie over Griekenland zou verstoren en opnieuw de Griekse poleis op zou nemen in het Macedonische rijk. De koning van Pergamum, Eumenes II, haatte de Macedoniërs en verklaarde hun de oorlog omdat ze de vrede in Griekenland zouden verstoren. De Romeinen kwamen Eumenes II te hulp en verklaarden de oorlog aan Macedonië.
De eerste overwinning was voor de Macedoniërs, de slag bij Callinicus, die het Romeinse leger onder leiding Publius Licinius Crassus versloegen. Deze overwinning kwam mede doordat de Romeinen problemen hadden met de discipline in hun rangen. Na deze overwinning bood Perseus de Romeinen een vrede aan, maar die werd geweigerd.
De campagnes van Crassus' opvolgers Aulus Hostilius Mancinus en Quintus Marcius Phillipos waren ook niet succesvol. Intussen probeerde Perseus, Eumenes II los te weken van de Romeinen en zocht hij zelf naar bondgenoten.
In 168 v.Chr. kreeg Lucius Aemilius Paullus de leiding over de Romeinse troepen. Hij versloeg Perseus tijdens de slag bij Pydna.
De Macedonische monarchie werd afgeschaft en Macedonië werd in vier republieken verdeeld die belastingen moesten betalen aan Rome.
Eerste (215/214 - 205 v.Chr.) · Tweede (200-197 v.Chr.) · Derde (171-168 v.Chr.) · Vierde (149-148 v.Chr.)